# Травники
51°08′21″ пн. ш. 22°59′35″ сх. д. / 51.1393° пн. ш. 22.9931° сх. д.
Травники — сукупна назва випускників вишкільного тренувального концентраційного табору Травники (Ubungslager SS Travniki) в часи 2-ї світової війни, готувалися в рамках операції Рейнгард задля проведення охоронно-поліційних функцій у населених пунктах окупованої Польщі та частково охоронних функцій у концентраційних таборах.

## Перелік «травників» у концентраційних таборах
З близько 5000 тисяч «випускників» табору «Травник» близько 300 стали охоронцями концентраційних таборів. «Травники» (як їх ще спрощено нарекли ув'язнені, а згодом й історики), будучу вихідцями зі СРСР, були різних національностей — росіяни, українці, поляки, кавказці, латиші, чехи, німці, поляки й навіть євреї. Але через певні суб'єктивні фактори (перебування в таборі, який був оточений українськими поселеннями, через суттєву частину вихідців із Радянської України, взяті в полон на території Українин та імітацію приїзду в українські землі для нібито нового заселення їх євреями, додатково післявоєнні україно-польські та україно-радянські політичні конфлікти) все це вплинуло на спекулятивні приписування «травникам» суто етнічно-українську приналежність[джерело?]. Хоча володіючи даними з концентраційних таборів, можна пересвідчитися в інтернаціональній тенденції формування охоронних загонів-груп «травників».

### «Травники» Собібору
За часи існування концентраційно-винищувального табору «Собібор», на його охорону та інші акції залучалося від 100 до 150 «травників». Точні цифри, як і повний їхній перелік важко відшукати, оскільки архівні дані щодо табору були частково знищені після закриття табору, а ті куці дані, що залишилися були захоплені Червоною Армією й до сьогоднішніх днів неоприлюднені, хоча частина експертів вважає, що вони (матеріали) також були втрачені. Лише наприкінці 80-х років 20-го століття, через справу Дем'янюка в Ізраїлі та «відкриті» процеси в Києві — фахівцям стало зрозуміло, що частина таких архівних даних збереглася й знаходиться в архівах колишнього НКВС СРСР чи теперішнього КДБ Росії.
Загалом, громадським організаціям таки вдалося вишукати перелік більшості «травників» табору Собібор. Всі вони після війни були звинувачені у причетності до військових злочинів, але майже всі так й не були віднайдені:
1. Антонов Василь (ANTONOV, Wasil) — росіянин, колишній громадянин СРСР в роки 2-ї світової війни потрапив у полон
2. Байдін Ілля (BAIDIN, Ilya) — росіянин, колишній громадянин СРСР в роки 2-ї світової війни потрапив у полон.
3. Барандтімов Сабіт (BARANDTIMOV, Sabit) — німець, колишній громадянин СРСР в роки 2-ї світової війни потрапив у полон
4. Батарінов Аглам (BATARINOV, Aglam) — колишній громадянин СРСР в роки 2-ї світової війни потрапив у полон.
5. Бєлий Михаїл (BELYI, Michail) — росіянин, колишній громадянин СРСР в роки 2-ї світової війни потрапив у полон
6. Бяловас Ян (BIALOWAS, Jan) — поляк, у роки 2-ї світової війни потрапив у полон.
7. Балаков Василь (BIELAKOW, Wasil) — росіянин, колишній громадянин СРСР в роки 2-ї світової війни потрапив у полон.
8. Білік Іван (BILIK, Ivan) — колишній громадянин СРСР в роки 2-ї світової війни потрапив у полон
9. Бодесса (BODESSA) — колишній громадянин СРСР в роки 2-ї світової війни потрапив у полон. Відомо, що він був в таборі Собібор до самого його знищення та брав участь в розстрілі останніх 30 в'язнів табору, які займалися упоряджувальними роботами по знищенню слідів цього концентраційного табору.
10. Боґунов Дмитро (BOGUNOW, Dimitri) — росіянин, колишній громадянин СРСР в роки 2-ї світової війни потрапив у полон.
11. Брандецкі Фелікс (BRANDECKI, Felix)
12. Хабібулін Ахмед (CHABIBULIN, Achmed) — колишній громадянин СРСР в роки 2-ї світової війни потрапив у полон.
13. Хроменко Харитон (CHROMENKO, Chariton) — колишній громадянин СРСР в роки 2-ї світової війни потрапив у полон.
14. Далке Генріх (DALKE, Heinrich «Volksdeut.») — колишній громадянин СРСР в роки 2-ї світової війни потрапив у полон. Як фольксдойче керував одним з підрозділів «травників».
15. Данильченко Ігнат (DANYLCHENKO, Ignat *місце народження невідоме — помер в Тобольську 1985 року) — українець, колишній громадянин СРСР в роки 2-ї світової війни потрапив у полон. В березні 1943 року і потім у концтабір Флоссенбург. Опісля війни його було звинувачено у причетності до військових злочинів за часи Другої світової війни. Був розшуканий радянськими спецорганами, та засуджений за вчинені злочини. Отримав пом'якшене покарання, оскільки дав свідчення на численних однослуживців, на його свідченні базується обвинувачення Івана Дем'янюка. Помер у 1985 році в Тобольську, в Сибіру.
16. Дем'янюк Іван (DEMJANJUK, Ivan) — українець, колишній громадянин СРСР і США, якого неодноразово звинувачено у причетності до військових злочинів за часи Другої світової війни.
17. Дептярьов Василій (DEPTYAREV, Vasilii) — німець, колишній громадянин СРСР в роки 2-ї світової війни потрапив у полон.
18. Діміда Константин (DIMIDA, Konstantin) — колишній громадянин СРСР в роки 2-ї світової війни потрапив у полон.
19. Домерацкі Якуб (DOMERATZKI, Jakub) — польський єврей, у роки 2-ї світової війни потрапив у полон.
20. Дуда Владзімеж (DUDA, Wladzimierz) — поляк, колишній громадянин СРСР в роки 2-ї світової війни потрапив у полон.
21. Дудко Міхал (DUDKO, Michal) — поляк, у роки 2-ї світової війни потрапив у полон.
22. Дзіркаль Карл (DZIRKAL, Karl «Volksdeut.») — колишній громадянин СРСР в роки 2-ї світової війни потрапив у полон. Як фольксдойче керував одним з підрозділів «травників».
23. Енґельгард Якоб (ENGELHARD, Jakow «Volksdeut.») — колишній громадянин СРСР в роки 2-ї світової війни потрапив у полон. Як фольксдойче керував одним з підрозділів «травників».
24. Федеренко Іван (FEDERENKO, Ivan) — українець, колишній громадянин СРСР в роки 2-ї світової війни потрапив у полон.
25. Флунт Мирон (FLUNT, Miron) — колишній громадянин СРСР, у роки 2-ї світової війни потрапив у полон.
26. Фролов Генадій (FROLOV, Gennadii) — росіянин, колишній громадянин СРСР в роки 2-ї світової війни потрапив у полон.
27. Гончаренко Анатолій (GONCHARENKO, Anatoli) — колишній громадянин СРСР в роки 2-ї світової війни потрапив у полон.
28. Гончаренко Миколай (GONCHARENKO, Nikolai) — колишній громадянин СРСР в роки 2-ї світової війни потрапив у полон.
29. Гончаров Ефім (GONCHAROW, Efim) — росіянин, колишній громадянин СРСР в роки 2-ї світової війни потрапив у полон.
30. Гордієнко Миколай (GORDIENKO, Nikolai) — українець, колишній громадянин СРСР в роки 2-ї світової війни потрапив у полон.
31. Ґорлов Федір (GORLOV, Fedor) — росіянин, колишній громадянин СРСР, у роки 2-ї світової війни потрапив у полон.
32. Гетьманець Василь (HETMANIEC, Wasil) — росіянин, колишній громадянин СРСР в роки 2-ї світової війни потрапив у полон.
33. Готоврович Ян (HOTOWROWICZ, Jan) — колишній громадянин СРСР, у роки 2-ї світової війни потрапив у полон.
34. Індюков Іван (INDYUKOV, Ivan) — росіянин, колишній громадянин СРСР в роки 2-ї світової війни потрапив у полон.
35. Ісаєнко Олексій (ISAENKO, Alexsai) — колишній громадянин СРСР в роки 2-ї світової війни потрапив у полон.
36. Івченко Іван (IVCHENKO, Ivan) — українець, колишній громадянин СРСР в роки 2-ї світової війни потрапив у полон.
37. Івашенко Петро (IWASHENKO, Piotr) — (англ. Piotr Iwashenko) — українець, колишній громадянин СРСР в роки 2-ї світової війни потрапив у полон.
38. Яринюк Іван (JARYNIUK, Ivan) — українець, колишній громадянин СРСР в роки 2-ї світової війни потрапив у полон.
39. Єхай Йосип (JECHAI, Iosof)
40. Єфімов Василій (JEFIMOV, Wasilii)
41. Єрмолаєв Іван (JERMOLDAYEV, Ivan)
42. Юдін Миколай (JUDIN, Nikolai)
43. Кабріов Нурґалі (KABRIOV, Nurgali)
44. Кайзер Олександр (KAISER, Alexander Volksdeut)
45. Какорач Іван (KAKORACH, Ivan)
46. Карась Павло (KARAS, Pavel)
47. Карімов Фетіх (KARIMOV, Fetich)
48. Карпенко Олександр (KARPENKO, Alexander)
49. Кісільов Віктор (KISILEW, Viktor)
50. Клят Іван (KLATT, Ivan Volksdeut)
51. Кощекук Петро (KOSCHEKUK, Piotr)
52. Кошчемикін Яков (KOSCHEMYKIN, Jakov)
53. Кошевадський Володимир (KOSHEWADZKI, Volodia)
54. Костєнков Еміль (KOSTENKOW, Emil)
55. Козачук Петро (KOZACZUK, Piotr)
56. Кравченко Філіп (KRAWCHENKO, Filip)
57. Крупа (KRUPA, ?)
58. Крупіневич Миколай (KRUPINEWICH, Mikolaii)
59. Кудін Павло (KUDIN, Pavel)
60. Кураков Леонід (KURAKOV, Leonoid)
61. Кусеванов Михаїл (KUSEVANOV, Michail)
62. Лібоденко (LIBODENKO, ?)
63. Лоренц Фрідріх (LORENZ, Friedrich Volksdeut.)
64. Ляхов Григорій (LYACHOV, Gregorii)
65. Маліновські (MALINOWSKI, ?)
66. Маркаренко Павло (MARKARENKO, Pawel)
67. Мартинов Миколай (MARTYNOV, Nikolaii)
68. Мартинов Терентій (MARTYNOV, Terentij)
69. Машенко Андрій (MASHENKO, Andrei)
70. Матвієнко М (MATWIEJENKO, M.)
71. Мауер (MAUER, ? Volksdeut.)
72. Медведєв Миколай (MEDVEDEV, Nikolai)
73. Мордвінічев Павло (MORDWINICHEV, Pavel)
74. Набієв Барі (NABIYEW, Bari)
75. Нагорний Андрій (NAGORNYI, Andrej)
76. Нійко Василь (NIJKO, Wasily)
77. Нікіфоров Іван (NIKOFOROW, Ivan)
78. Олексенко Анатолій (OLEXENKO, Anatoli)
79. Панасюк Іван (PANASHUK, Ivan)
80. Панков Анатолій (PANKOV, Anatoli)
81. Пічеров Дмитрій (PICHEROV, Dimitrii)
82. Подієнко В. (PODIENKO, W.)
83. Решетніков Михайло (RESCHETNIKOV, Michail)
84. Резвєрчи Ігор (REZVERCHY, Igor)
85. Рімкус Тадас (RIMKUS, Tadas Volksdeut.)
86. Руденко Петро (RUDENKO, Piotr)
87. Рижков Василь (RYSCHKOV, Vasilii)
88. Сабіров Харес (SABIROV, Chares)
89. Сбєсніков Петро (SBESNIKOV, Petro)
90. Шевченко Дмитро (SCHEVCHENKO, Dimitrii)
91. Шірпев Каміл (SCHIRPEV, Kamil)
92. Шрайбер Клаус (SCHREIBER, Klaus Volksdeut.)
93. Шульц Емануель (SCHULTZ, Emanuel Volksdeut.)
94. Шумахер Ернст (SCHUMACHER, Ernst Volksdeut.)
95. Сєлєзньов Миколай (SELEZNEV, Mikolaii)
96. Сергієнко Григорій (SERGIENKO, Gregorij)
97. Сєрік Дмитро (SERIK, Dimitrij)
98. Шіхавін Павло (SHICHAVIN, Pavel)
99. Шуков Іван (SHUKOW, Ivan)
100. Сіренко Максим (SIRENKO, Maxim)
101. Сиротенко Володимир (SIROTENKO, Vladimir)
102. Сокорев Семіон (SOKOREV, Semion)
103. Сокур Кузьма (SOKUR, Kuzma)
104. Шпільни Генріх (SZPILNY, Heinrich Volksdeut.)
105. Тарас ?? (TARAS, ?)
106. Тихоновські Федор (TICHONOWSKI, Fiodor)
107. Тищенко Іван (TISCHENKO, Ivan)
108. Устінноков Іван (USTINNOKOV, Ivan)
109. Вакутєнко Іван (VAKUTENKO, Ivan)
110. Васькін Кузьма (VASKIN, Kuzma)
111. Волинець Ефім (VOLYNIETZ, Efim)
112. Васем Якоб (WASEM, Yakob)
113. Веденко Федір (WEDENKO, Fiodor)
114. Яско Олександр (YASKO, Aleksander)
115. Забертнєв Константин (ZABERTNEV, Konstantin)
116. Зайцев І. (ZAJCEW, J.)
117. Зішер Еміл (ZISCHER, Emil Volksdeut.)

### «Травники» Белза

#### «Травники» в Аушвіці
Після завершення операції Рейнгард, з об'єктів 3-ох концентраційно-винищувальних таборів (Белза, Собібору та Треблінки), задля проведення охоронно-поліційних функцій в населених пунктах окупованої Польщі та частково охоронних функцій в концентраційних таборах, частину «травників» було направлено, уже не окремим підрозділом, на охорону табору Аушвіц—Біркенау

#### «Травники» в Майданеку
Після завершення операції Рейнгард, з об'єктів 3-ох концентраційно-винищувальних таборів (Белза, Собібору та Треблінки), задля проведення охоронно-поліційних функцій в населених пунктах окупованої Польщі та частково охоронних функцій в концентраційних таборах, частину «травників» було направлено, уже не окремим підрозділом, на охорону табору Майданек